# Nationaal park Toscaanse Archipel
Het Nationaal park Toscaanse Archipel (Italiaans: Parco nazionale dell'Arcipelago Toscano) is een in 1996 opgericht nationaal park in de provincies Grosseto en Livorno in de Italiaanse regio Toscane, dat een groot deel van de eilanden van de Toscaanse Archipel en de omliggende wateren omvat. Bijna ieder eiland in deze eilandengroep valt gedeeltelijk of geheel onder het nationaal park. Het park heeft een oppervlakte van 79.168 hectare, waarvan 17.694 hectare land en 61.474 hectare zee.

## Indeling van het park
De volgende eilanden behoren deels dan wel in zijn geheel tot het Parco nazionale Arcipelago Toscano:
- De hoofdeilanden van de Toscaanse Archipel met daarbij gelegen kleinere eilanden:
  - Capraia
    - La Praiola

  - Elba
    - Corbella, Formiche della Zanca, Gemini, Liscoli, Remaiolo, Ogliera, Ortano, Scoglietto di Portoferraio, Topi en Triglia.

  - Giannutri
  - Giglio
    - Cappa, Corvo, Le Scole

  - Gorgona
  - Montecristo
    - Scoglio d'Affrica

  - Pianosa
    - La Scarpa, La Scola
- Kleinere eilanden in het kanaal van Piombino:
  - Cerboli
  - Palmaiola
- Kleinere eilanden in de Ligurische Zee:
  - Meloria
- Kleinere eilanden in de Tyrreense Zee:
  - Formiche di Grosseto